# Grammy-díj a legjobb dance/elektronikus albumért
A Grammy-díj a legjobb dance/elektronikus albumért egy zenei Grammy-díj, melyet az 1958-ban alapított Grammy-díjátadón adnak át a tánczene és az elektronika műfajában megjelent minőségi albumok előadóinak. A ceremónián évente több kategóriában adják át a kitüntetéseket az amerikai National Academy of Recording Arts and Sciences által „a művészi teljesítmény, a technikai hozzáértés és a hanglemeziparban elért általános kiválóság elismeréseként, tekintet nélkül az albumeladásokra vagy a slágerlisták helyezésére”.

## Története
Ezt a díjat először 2005-ben adták át a Basement Jaxxnek a Kish Kash című albumért.
- 2005 és 2011 között a díjat Best Electronic/Dance Album néven adták át
- 2012 és 2014 között a díjat Best Dance/Electronica Album néven adták át
- 2015-től a díjat Best Dance/Electronic Albumnak nevezik

A kategória leírása szerint a díjat „olyan albumok kapják, amelyek legalább 51%-ban új vokális vagy instrumentális elektronikus/tánczenei felvételeket tartalmaznak”. A válogatáslemezek vagy remixelt felvételek nem vehetők fel ebbe a kategóriába.
A díjat az előadó, a producer és a hangmérnök/keverő kapja, feltéve, hogy az album játékidejének több mint 50%-án dolgoztak. Az a producer vagy hangmérnök, aki a játékidő kevesebb mint 50%-án dolgozott, valamint a masteringmérnök is pályázhat a nyerteseknek járó Winners Certificate-re.

## Díjazottak és jelöltek

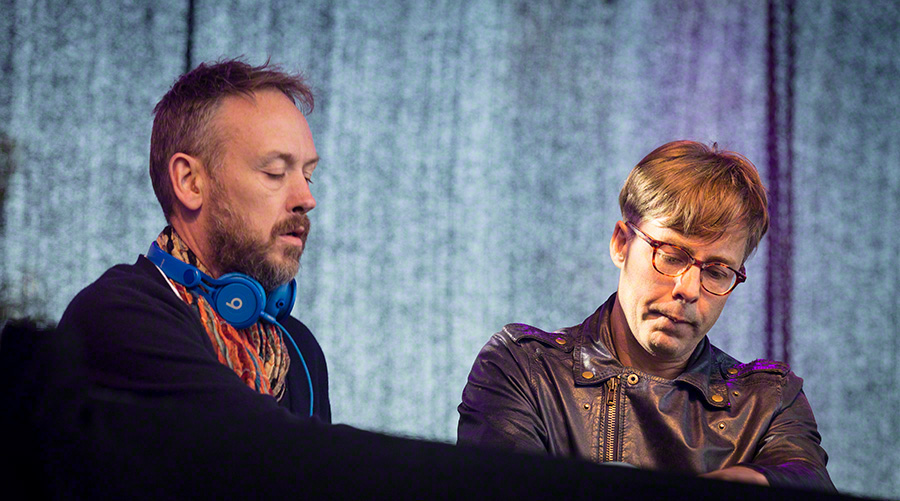
A Basement Jaxx volt a díj első nyertese, 2005-ben.

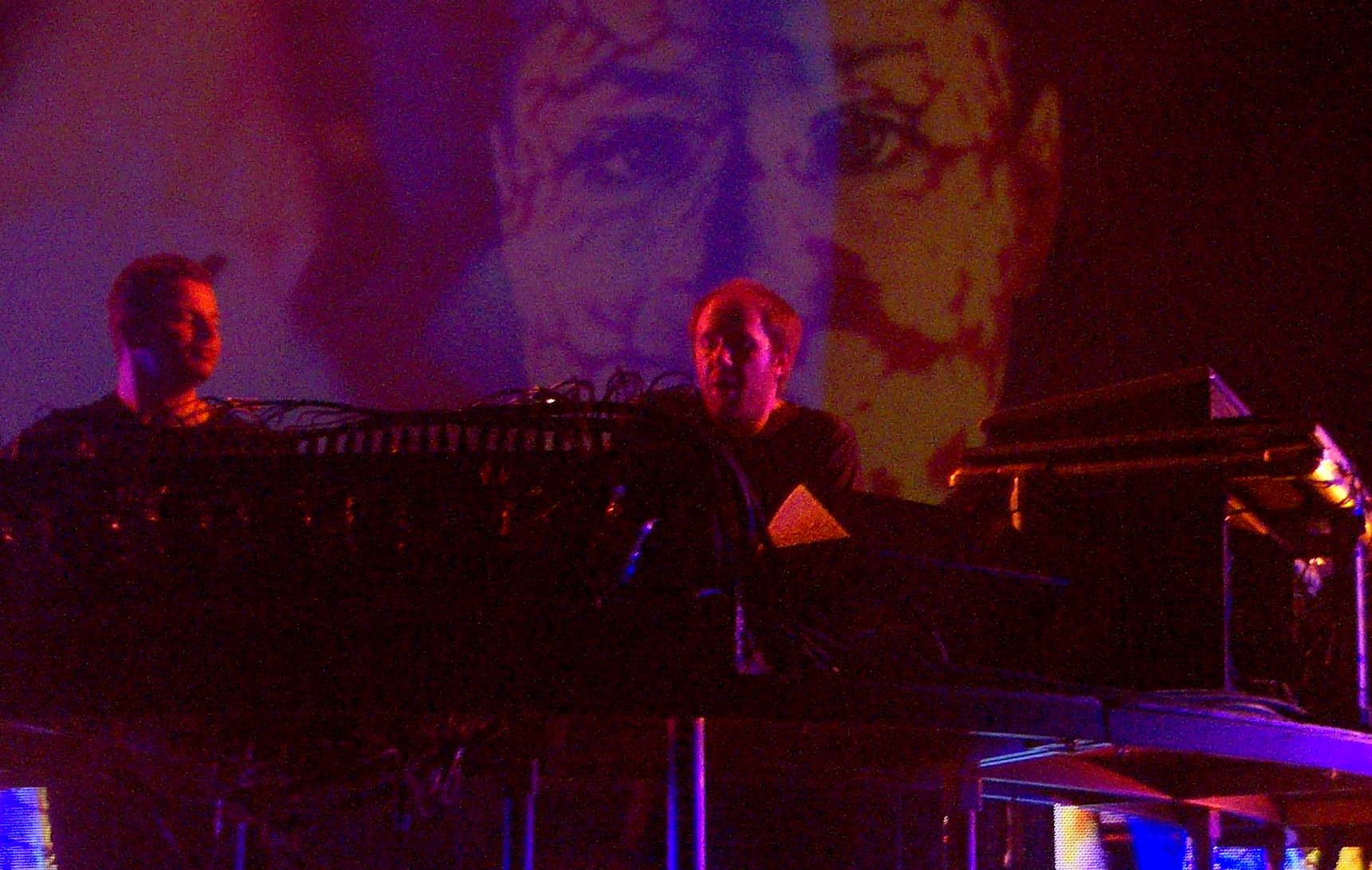
A The Chemical Brothers volt az első, amely kétszer, 2006-ban és 2008-ban nyerte el a díjat, majd 2020-ban harmadszor is.

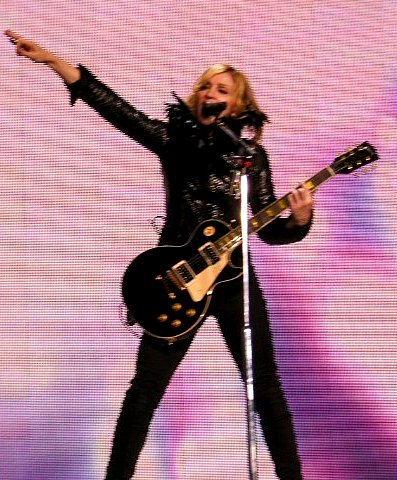
Madonna lett az első szólóénekes, aki elnyerte ezt a díjat, 2007-ben.

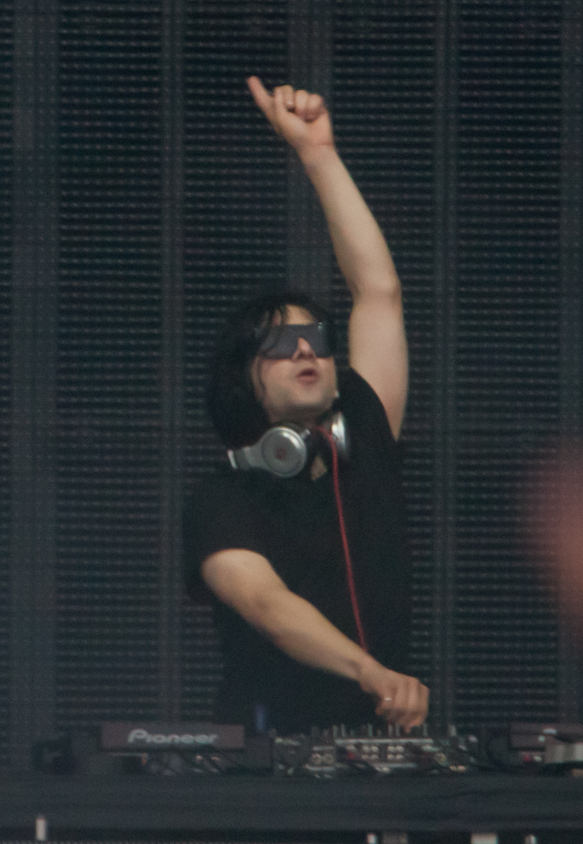
Skrillex háromszor nyerte el ezt a díjat: 2012-ben, 2013-ban és 2016-ban.

A 2010-es díjazott Lady Gaga.

| Év   | Díjazott(ak)          | Alkotás                                      | Jelöltek | For.   |
| ---- | --------------------- | -------------------------------------------- | --- | ------ |
| 2005 | Basement Jaxx         | Kish Kash                                    | - Paul van Dyk – Reflections | [ 5 ]  |
| 2006 | The Chemical Brothers | Push the Button                              | - LCD Soundsystem – LCD Soundsystem | [ 6 ]  |
| 2007 | Madonna               | Confessions on a Dance Floor                 | - Zero 7 – The Garden | [ 7 ]  |
| 2008 | The Chemical Brothers | We Are the Night                             | - Tiësto – Elements of Life | [ 8 ]  |
| 2009 | Daft Punk             | Alive 2007                                   | - Robyn – Robyn | [ 9 ]  |
| 2010 | Lady Gaga             | The Fame                                     | - Pet Shop Boys – Yes | [ 10 ] |
| 2011 | La Roux               | La Roux                                      | - Groove Armada – Black Light | [ 11 ] |
| 2012 | Skrillex              | Scary Monsters and Nice Sprites              | - Robyn – Body Talk Pt. 3 | [ 12 ] |
| 2013 | Skrillex              | Bangarang                                    | - Kaskade – Fire & Ice | [ 13 ] |
| 2014 | Daft Punk             | Random Access Memories                       | - Pretty Lights – A Color Map of the Sun | [ 14 ] |
| 2015 | Aphex Twin            | Syro                                         | - Mat Zo – Damage Control | [ 15 ] |
| 2016 | Jack Ü                | Skrillex and Diplo Present Jack Ü            | - Caribou – Our Love - The Chemical Brothers – Born in the Echoes - Disclosure – Caracal - Jamie xx – In Colour                                                            | [ 16 ] |
| 2017 | Flume                 | Skin                                         | - Jean-Michel Jarre – Electronica 1: The Time Machine - Tycho – Epoch - Underworld – Barbara Barbara, We Face a Shining Future - Louie Vega – Louie Vega Starring...XXVIII | [ 17 ] |
| 2018 | Kraftwerk             | 3-D The Catalogue                            | - Bonobo – Migration - Mura Masa – Mura Masa - Odesza – A Moment Apart - Sylvan Esso – What Now                                                                            | [ 18 ] |
| 2019 | Justice               | Woman Worldwide                              | - Jon Hopkins – Singularity - Sofi Tukker – Treehouse - Sophie – Oil of Every Pearl's Un-Insides - Tokimonsta – Lune Rouge                                                 | [ 19 ] |
| 2020 | The Chemical Brothers | No Geography                                 | - Apparat – LP5 - Flume – Hi This Is Flume - Rüfüs Du Sol – Solace - Tycho – Weather                                                                                       | [ 20 ] |
| 2021 | Kaytranada            | Bubba                                        | - Arca - Kick I - Baauer – Planet's Mad - Disclosure – Energy - Madeon – Good Faith                                                                                        | [ 21 ] |
| 2022 | Black Coffee          | Subconsciously                               | - Illenium – Fallen Embers - Major Lazer – Music Is the Weapon (Reloaded) - Marshmello – Shockwave - Sylvan Esso – Free Love - Ten City – Judgement                        | [ 22 ] |
| 2023 | Beyoncé               | Renaissance                                  | - Bonobo – Fragments - Diplo – Diplo - Odesza – The Last Goodbye - Rüfüs du Sol – Surrender                                                                                | [ 23 ] |
| 2024 | Fred Again            | Actual Life 3 (January 1 – September 9 2022) | - James Blake – Playing Robots into Heaven - The Chemical Brothers – For That Beautiful Feeling - Kx5 – Kx5 - Skrillex – Quest for Fire                                    |        |
| 2025 | Charli XCX            | Brat                                         | - Four Tet – Three - Justice – Hyperdrama - Kaytranada – Timeless - Zedd – Telos                                                                                           |        |